# Söndagsskolsånger
Söndagsskolsånger avser inte enbart de slags sånger som sjungs i söndagsskolan utan var också namnet på de häften som gavs ut av signaturerna L-d (=Alexander Leonard Kullgren) och -én (=Olga Holmén) 1876 och 1877.
Många kyrkor och förbund sammanställde psalmsamlingar med sånger särskilt anpassade till barn och barns sångröster.

## Sångboksexempel för söndagsskolorna
- Söndagsskolsånger 1876 av Alexander Leonard Kullgren och Olga Holmén
- Söndagsskolsånger 1877 av Alexander Leonard Kullgren och Olga Holmén
- Sabbatstoner, sånger för söndagsskolan, 1888 Finns på Wikisource.
- Svensk söndagsskolsångbok för hem, skolor och barngudstjänster 1908 Finns på Wikisource.
- Lilla Psalmisten. Sånger för söndagsskolan och hemmet, 1909 Finns på Wikisource.
- Svensk söndagsskolsångbok för hem, skolor och barngudstjänster 1929 Finns på Wikisource.